# LPX (폼 팩터)

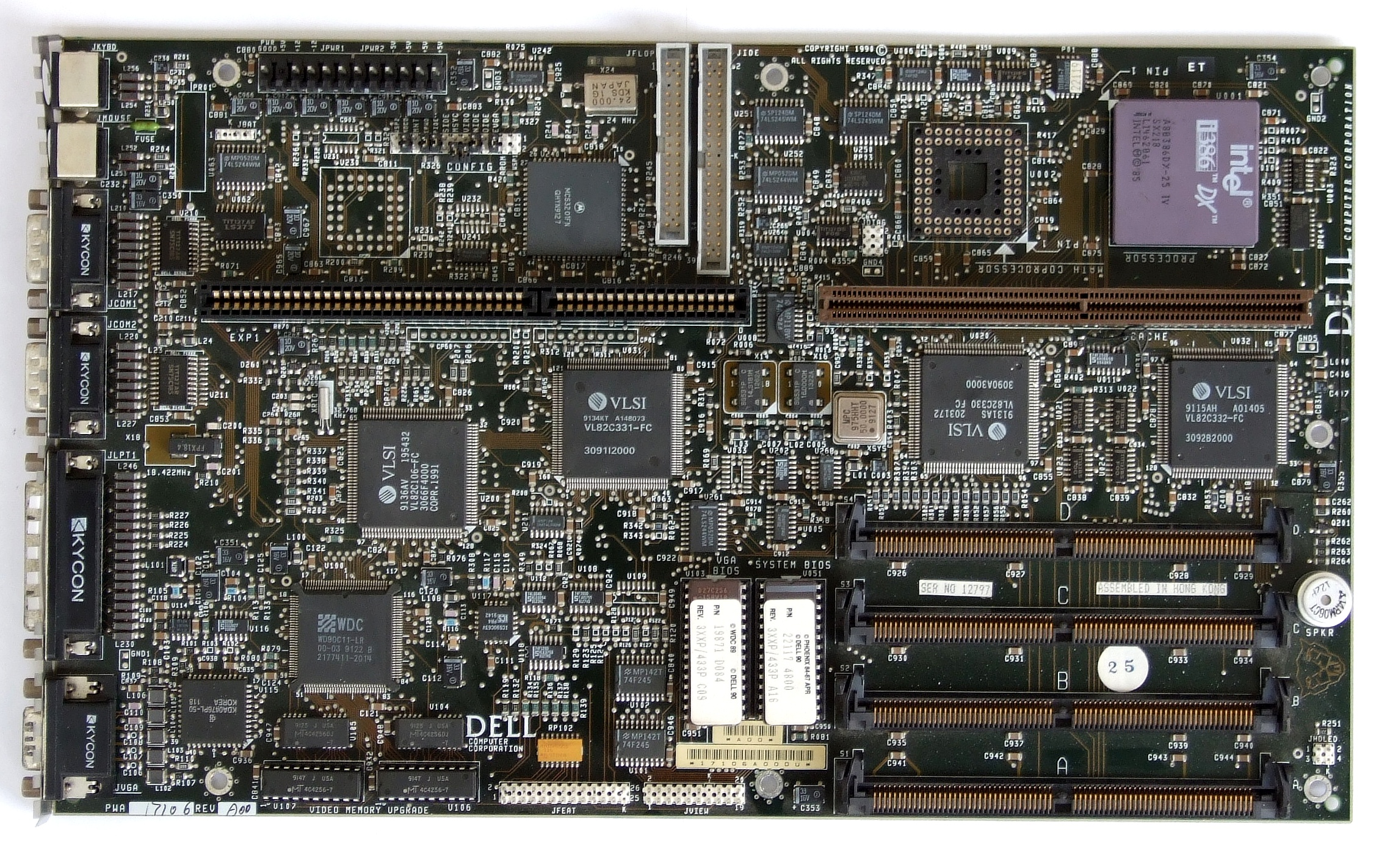
LPX 메인보드.
PCI 버스가 도입되면서 ISA 커넥터는 EISA 커넥터와 기계적으로 관련된 라이저 카드 커넥터로 교체되었다.

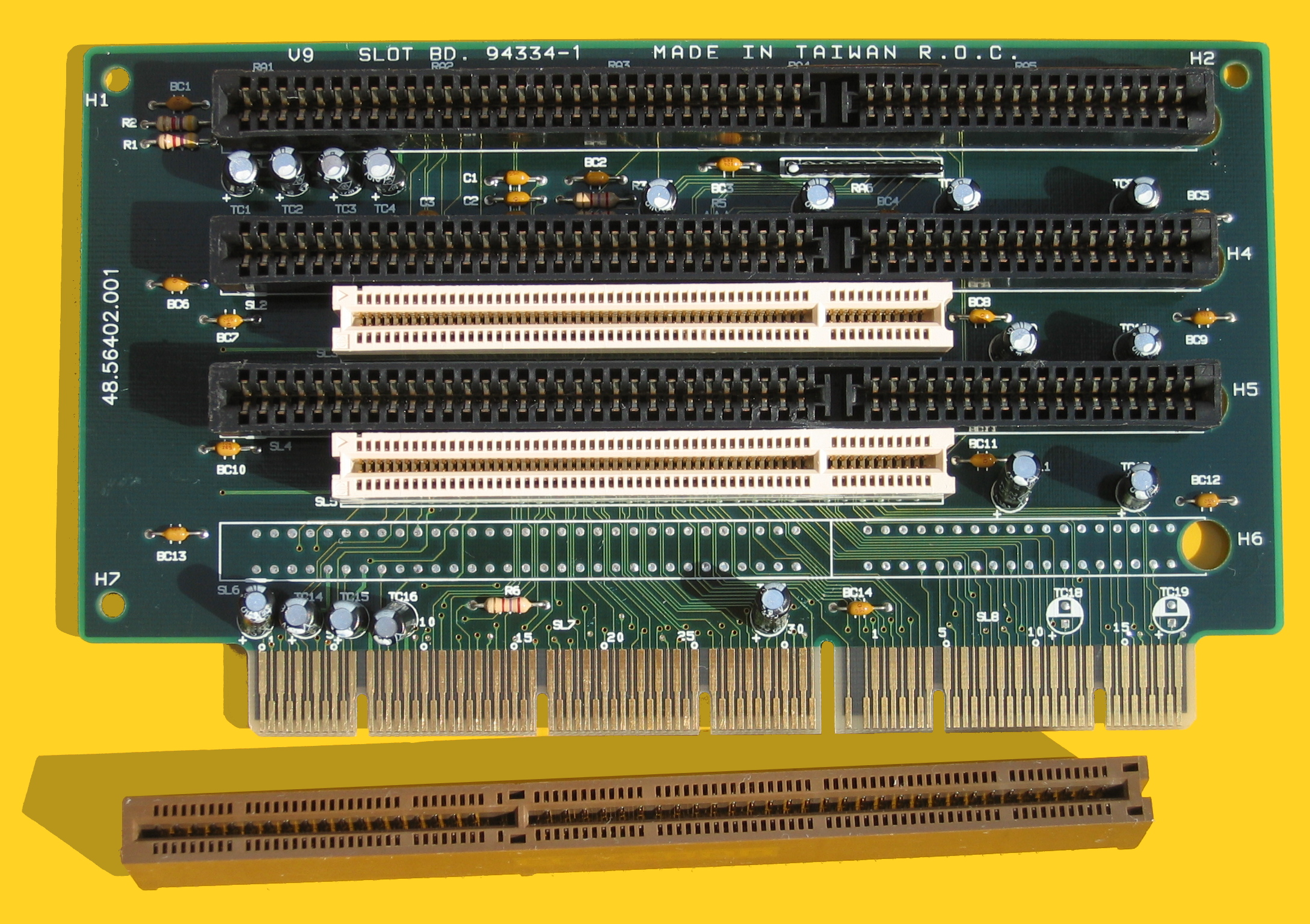
PCI 및 ISA 카드용 커넥터가 있는 일반적인 LPX 라이저 카드

LPX(Low Profile eXtension의 줄임말)는 원래 웨스턴 디지털이 개발한 느슨하게 정의된 메인보드 형식(폼 팩터)으로, 1987년부터 1990년대 후반까지 널리 사용되었다.
공식적인 LPX 사양은 없었지만, 이 디자인은 일반적으로 후면에 메인 I/O 포트가 장착된 13 × 9 in (330 × 229 mm) 메인보드(나중에 ATX 폼 팩터에서 채택된 것)와 메인보드 중앙에 라이저 카드가 특징이었으며, 여기에 PCI 및 ISA 슬롯이 장착되었다. 이러한 레이아웃은 IBM의 PS/2 모델 30 개인용 컴퓨터에서 처음 사용되었으며, 웨스턴 디지털은 이를 LPX의 기반으로 활용했다. 표준화된 사양의 부족으로 인해 라이저 카드는 한 메인보드 디자인에서 다른 디자인으로, 심지어 한 제조사에서 다른 제조사로 호환되는 경우가 거의 없었다. 내부 PSU 커넥터는 AT 폼 팩터에서 사용된 것과 동일한 유형이었다.
LPX 사양에서 나온 더 성공적인 기능 중 하나는 더 컴팩트한 전원 공급 장치를 사용했다는 점인데, 이는 나중에 베이비 AT 및 심지어 풀 사이즈 AT 케이스에서도 널리 사용되었다. LPX 폼 팩터 전원 공급 장치는 ATX 표준 이전에 대부분의 컴퓨터 케이스에서 유비쿼터스하게 사용되었기 때문에, 실제 AT 및 베이비 AT 전원 공급 장치 폼 팩터는 크기가 더 컸음에도 불구하고 제조사들이 이를 "AT" 전원 공급 장치(또는 IBM PS/2에서 사용되었기 때문에 때로는 "PS/2" 전원 공급 장치)라고 부르는 것은 드문 일이 아니었다. LPX 폼 팩터 전원 공급 장치는 결국 ATX 폼 팩터 전원 공급 장치의 기반이 되었으며, 이는 폭과 높이가 동일하다.
이 사양은 1990년대 초중반에 매우 인기가 많았으며, 잠시 동안 AT 폼 팩터를 제치고 가장 일반적으로 사용되었다. 그러나 1997년 펜티엄 II의 출시로 이 형식의 결함이 드러났다. 펜티엄 II 시스템에서는 프로세서의 상대적으로 높은 열 분산 요구 사항으로 인해 좋은 공기 흐름이 중요했기 때문이다. LPX 시스템은 중앙에 배치된 라이저 카드 때문에 공기 흐름이 제한되는 문제점이 있었다. AGP 형식의 도입은 문제를 더욱 복잡하게 만들었는데, 이 디자인은 라이저 카드의 핀 수를 증가시켰을 뿐만 아니라 대부분의 카드를 하나의 AGP, 하나의 PCI 및 하나의 ISA 슬롯으로 제한하여 대부분의 사용자에게 너무 제한적이었다. 일부 저품질 LPX 보드는 실제 AGP 슬롯을 제공하지 않고 단순히 물리적인 AGP 슬롯을 사용하고 이를 PCI 버스에 연결하기도 했다. 그러나 당시의 많은 "AGP" 그래픽 카드는 사실상 내부적으로 PCI 카드였고 AGP가 제공하는 기능을 활용하지 않았기 때문에 이는 거의 눈에 띄지 않았다.
LPX는 1998년경 단종되었다. NLX가 의도된 후계자였지만, 많은 제조업체는 대신 마이크로ATX 또는 독점적인 메인보드 형식을 선택했다.